# 32년

## 연호
- 후한(後漢) 건무(建武) 8년

## 기년
- 후한(後漢) 광무제(光武帝) 8년
- 신라(新羅) 유리 이사금(儒理泥師今) 9년
- 고구려(高句麗) 대무신왕(大武神王) 15년
- 백제(百濟) 다루왕(多婁王) 5년

## 사건
- 유리 이사금이 진한 6부를 개편하다.
- 대무신왕이 낙랑국을 멸망시키다.

## 문화
- 10월 8일(음력 8월 15일) - 신라에서 한가위의 가배(嘉俳)놀이 시작됨. 회소곡(會蘇曲)을 부름.

## 탄생
- 4월 28일 - 로마 제국 7대 황제 오토
- 반초, 중국 후한 초의 장수.
- 금관가야(金官伽倻)의 왕후(王后) 허황옥(許黃玉)

## 사망
- 고구려(高句麗)의 태자(太子) 호동(好童)
- 낙랑(樂浪)의 공주(公主) 낙랑공주(樂浪公主)